# Simoni
Simoni, ord härlett från Simon Magus som enligt Apg. 8:18-20 försökte köpa Den Helige Ande för pengar. Ordet användes under medeltiden om bruket att köpa sig till ett kyrkligt ämbete,  vilket inte var ovanligt under tidig medeltid. Detta blev med tiden uttryckligen förbjudet i kyrkorätten.
Pastoratshandeln var en speciell svensk form av simoni.